# Helen Levitt
Helen Levitt (New York, 31 agosto 1913 – New York, 29 marzo 2009) è stata una fotografa e regista statunitense.

## Biografia
Nata e cresciuta a Brooklyn, figlia di un immigrato ebreo russo il quale gestiva un'attività commerciale di abbigliamento, all'età di 18 anni Helen Levitt abbandonò la scuola superiore e iniziò a lavorare per un fotografo del Bronx specializzato in ritratti. Una mostra di Henri Cartier-Bresson a New York nel 1936 cambiò il suo approccio al mezzo fotografico. Non solo fece amicizia con lo stesso Cartier-Bresson, ma acquistò una fotocamera Leica 35mm, simile a quella usata dal fotografo francese. Helen Levitt è stata spesso reticente riguardo al suo lavoro e al processo creativo. In una delle sue poche interviste, ricollegandosi a Cartier-Bresson, Helen Levitt affermò che una sua preoccupazione era convincere la gente a dimenticare di essere esposta a una macchina fotografica, per cui cercava di nascondere la fotocamera quando lavorava per le strade e fotografava i passanti e soprattutto i bambini.
Nel 1937, intrapresa la carriera dell'insegnamento, rimase fortemente affascinata dai chalk drawings, i disegni coi gessetti colorati tipici della cultura di strada newyorkese del tempo. Servendosi della Leica nell'arco di dieci anni scattò un gran numero di fotografie di chalk drawings. Il suo lavoro culminò in un'uscita editoriale soltanto nel 1987 con In The Street: chalk drawings and messages, New York City 1938-1948, una raccolta che ebbe straordinario successo.
Tra il 1938 e 1941 Helen Lewitt collaborò con Walker Evans, il maestro dei Subway portraits di New York il quale a sua volta condivideva con Helen Lewitt una camera oscura . Walker Evans la mise in contatto con lo scrittore e critico cinematografico James Agee, che aveva collaborato con Walker Evans alla realizzazione del libro fotografico Sia lode ora a uomini di fama, e con la pittrice e storica dell'arte Janice Loeb che qualche anno dopo diventerà anche cognata di Helen Lewitt avendo sposato  Bill Levitt, il fratello di Helen. Janice Loeb  ospitò nella sua abitazione newyorkese Helen Levitt, e la presentò inoltre ad Alfred Barr, direttore del MoMA, e al regista Luis Buñuel, il quale, dopo aver visto le fotografie di Levitt, la assunse come aiuto montatrice per alcuni film di propaganda filoamericana che stava girando sotto il patrocinio del MoMA. Successivamente, Levitt ricevette l'incarico da una società indipendente di realizzare un film sulla Cina utilizzando filmati di repertorio, e dal 1944 al 1945 lavorò come assistente al montaggio presso la Divisione Film dello United States Office of War Information. I soggetti preferiti da Helen Levitt erano i bambini di Harlem, che aveva fotografato in pose che ricordavano quelle di Cartier-Bresson. James Agee era affascinato da queste foto e propose a Helen Levitt di raccoglierle in un libro fotografico di cui Agee avrebbe scritto il testo; il progetto non andò in porto perché l'editore cessò l'attività e il libro, intitolato A Way of Seeing, sarà pubblicato solo nel 1965, circa vent'anni dopo la morte di Agee. 
Alla fine degli anni quaranta e i primi anni cinquanta Helen Lewitt lavorò a fianco di James Agee e di Janice Loeb, e si cimentò nella regia cinematografica, in particolare nella realizzazione di cortometraggi fra i quali In the street (girato nel 1945-46, diffuso nel 1948 e nel 1951, e scelto nel 2006 per essere conservato nel National Film Registry in quanto "culturalmente, storicamente o esteticamente significativo"), L'escluso (The Quiet One) (girato nel 1945, diffuso nel 1948, premiato a Venezia, al National Board of Review Awards 1949 e candidato al premio Oscar nel 1949 e nel 1950).
Nel 1959 e nel 1960 la Fondazione Guggenheim le commissionò dei portfolio a colori su New York. Gran parte di queste foto fu poi trafugata; le foto rimaste ed alcuni scatti degli anni successivi sono stati raccolti in Slide Show: The Color Photographs of Helen Levitt (maggio 2005).

## Opere
- A Way of Seeing, 1965
- Slide Show, 2006
- One, Two, Three, More, 2017
- Manhattan Transit, 2017
- Lirica Urbana, 2017

## Filmografia
- In the street (1948)
- L'escluso (1948)
- The Stairs (1950)
- Steps of Age (1951)
- Another Light (1952)
- The Savage Eye (1960)
- The Balcony (1963)
- An Affair of the Skin (1963)
- In the Year of the Pig (1968)